# Fi2 d'Orió

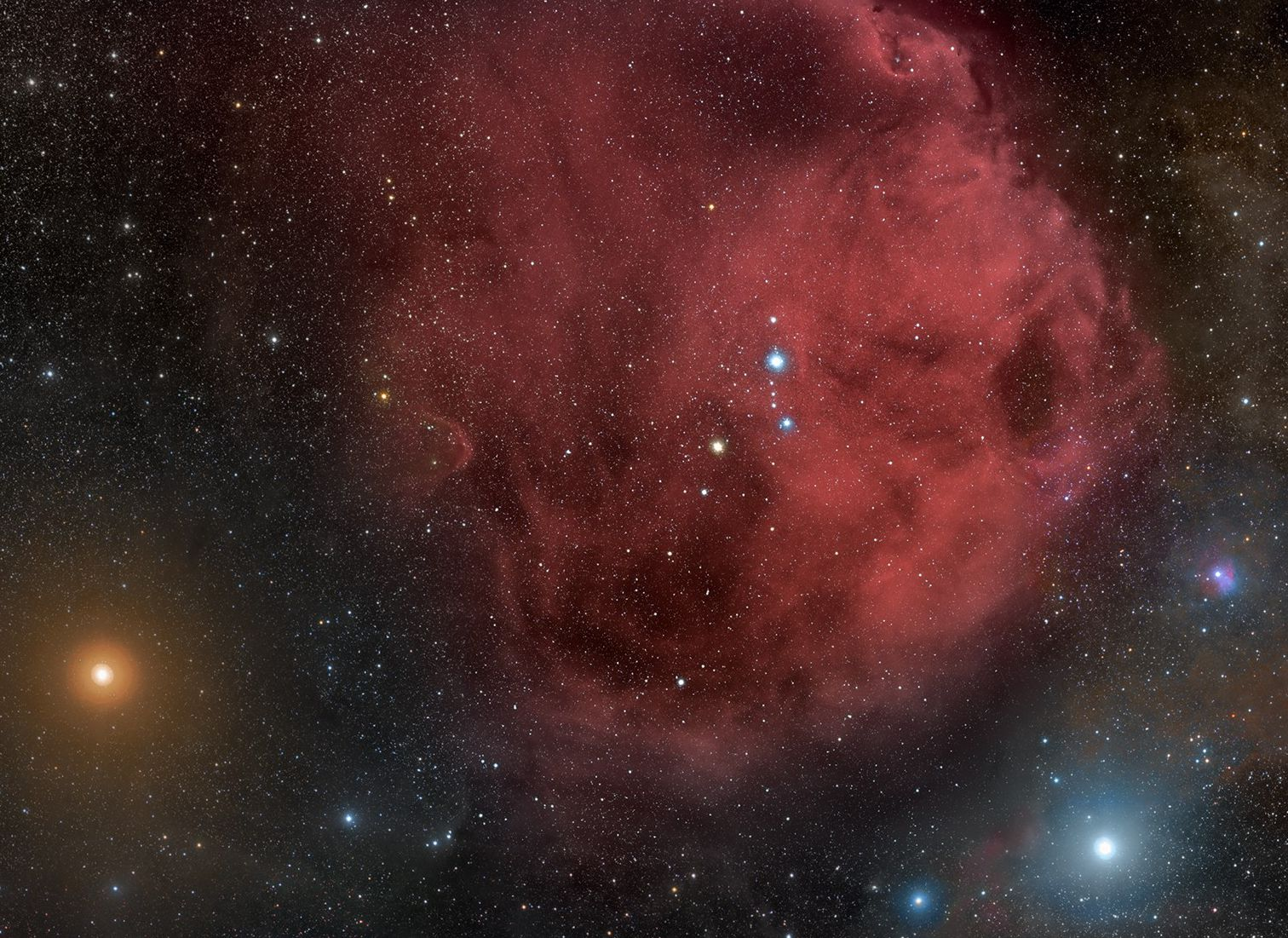
Regió de Lambda Orionis, amb Fi2 Orionis en groc.

Fi² d'Orió (φ² Orionis) és un estel a la constel·lació d'Orió de magnitud aparent +4,09. S'hi troba a 118 anys llum del sistema solar.
Fi² d'Orió és una gegant taronja de tipus espectral K0IIIb, catalogada també com a possible subgegant de tipus G8III-IV. Té una temperatura efectiva d'aproximadament 4710 K i llueix amb una lluminositat 28 vegades major que la lluminositat solar. El seu diàmetre angular, una vegada corregit per l'enfosquiment de limbe, és de 2,20 ± 0,02 mil·lisegons d'arc. Aquest valor permet avaluar el seu diàmetre real, resultant ser aquest 8,4 vegades més gran que el del Sol. Gira sobre si mateixa molt lentament, fins al punt que la velocitat de rotació mesurada és pràcticament zero.
Fi² d'Orió té un contingut metàl·lic netament inferior al solar, amb un valor comprès entre el22 % i el 30% del mateix. A diferència del Sol, probablement és un antic estel del disc gruixut. La seva massa estimada és un 8% major que la massa solar i té una edat aproximada de 9.210 milions d'anys.